# Biên giới México–Hoa Kỳ

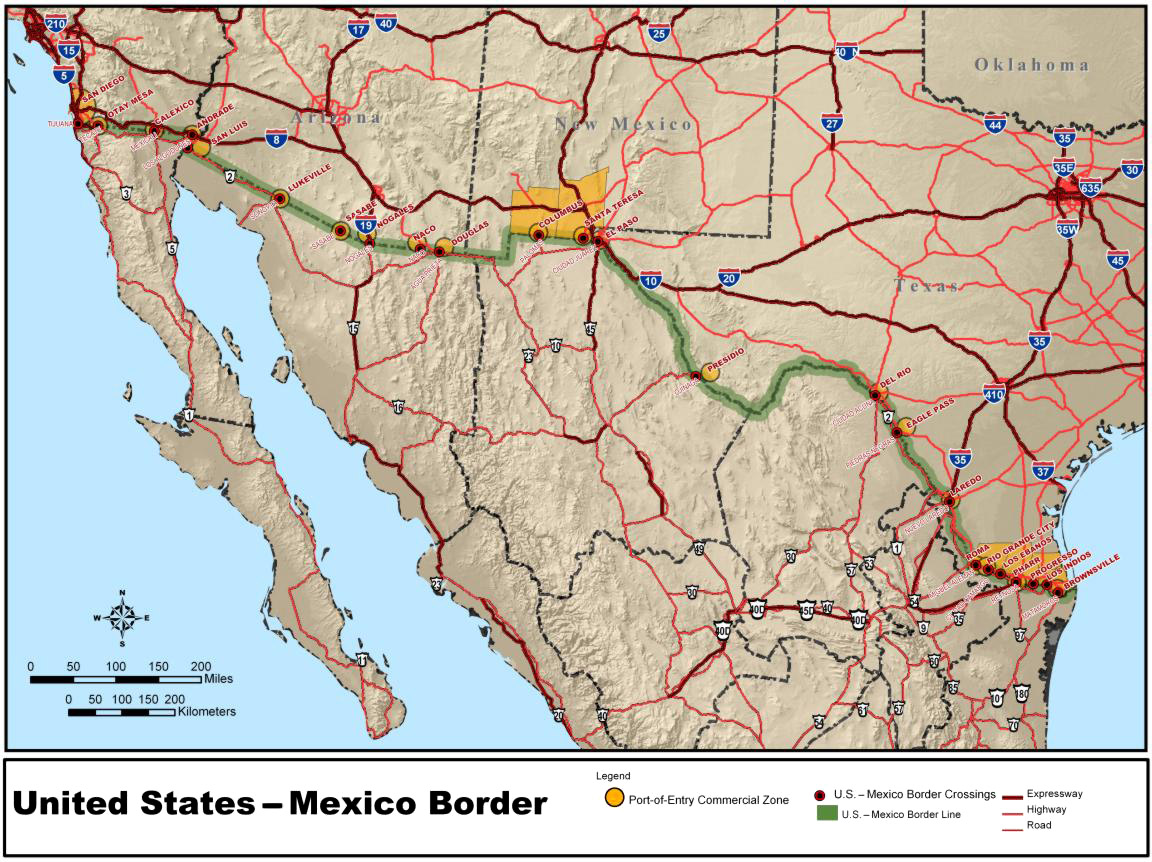
Biên giới giữa Mỹ và México trải qua 4 bang của Mỹ, 6 bang của México, có hơn 20 đoạt cắt đường ray thương mại.

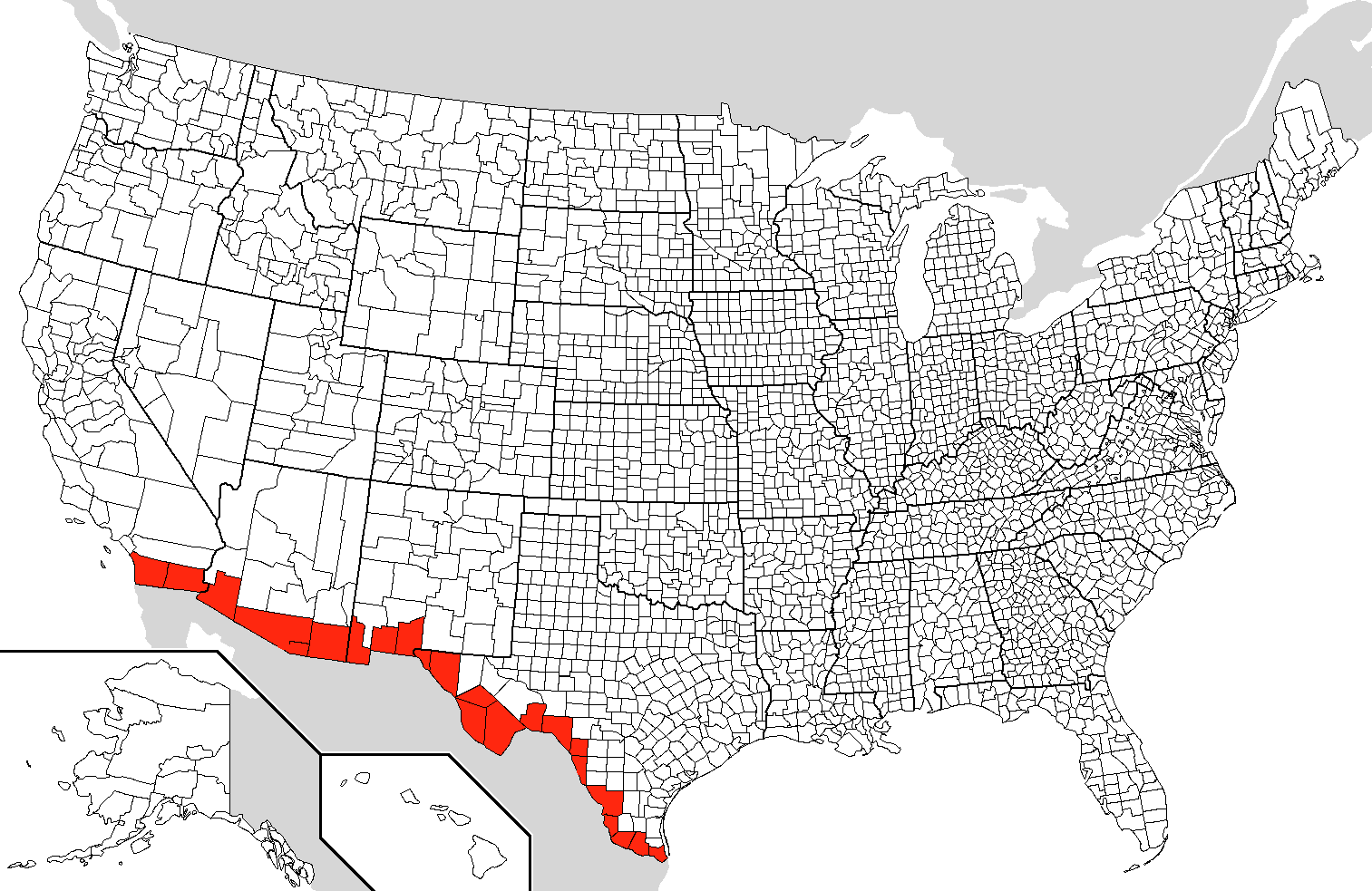
Các quận biên giới ở Hoa Kỳ dọc theo biên giới với Mexico.

 Biên giới Mexico–Hoa Kỳ là biên giới quốc tế chạy từ Imperial Beach, California, và Tijuana, Baja California, ở phía tây đến Matamoros, Tamaulipas, và Brownsville, Texas, ở phía đông, và đi qua nhiều địa hình, từ các khu vực đô thị lớn đến sa mạc khắc nghiệt. Từ Vịnh México đường biên giới theo Rio Grande (Río Bravo del Norte) đến biên giới ở El Paso, Texas, và Ciudad Juárez, Chihuahua, về phía tây từ đó conurbation binational nó đi qua một vùng rộng lớn của các sa mạc Sonoran và Chihuahua, các đồng bằng sông Colorado, phía tây đến vùng đô thị quốc tế giữa San Diego và Tijuana trước khi đến Thái Bình Dương.
Tổng chiều dài của biên giới là 3.169 km (1.969 dặm), theo số liệu được đưa ra bởi Ủy ban Nước và Biên giới quốc tế. Nó là biên giới quốc tế có số lượt người qua lại đông nhất trên thế giới, với khoảng 350.000.000 lượt người qua lại mỗi năm.

### Biên giới
Có 45 giao điểm cùng 330 cửa khẩu.
- San Diego, California (San Ysidro) – Tijuana, Baja California (San Diego–Tijuana Metro.)
- Otay Mesa, California – Tijuana, Baja California
- Tecate, California – Tecate, Baja California
- Calexico, California – Mexicali, Baja California
- Andrade, California – Los Algodones, Baja California
- San Luis, Arizona – San Luis Río Colorado, Sonora
- Lukeville, Arizona – Sonoita, Sonora
- Sasabe, Arizona – Altar, Sonora
- Nogales, Arizona – Nogales, Sonora
- Naco, Arizona – Naco, Sonora
- Douglas, Arizona – Agua Prieta, Sonora
- Antelope Wells, New Mexico – El Berrendo, Chihuahua
- Columbus, New Mexico – Palomas, Chihuahua
- Santa Teresa, New Mexico – San Jerónimo, Chihuahua
- El Paso, Texas – Ciudad Juárez, Chihuahua
- Fabens, Texas – Práxedis G. Guerrero, Chihuahua municipality
- Fort Hancock, Texas – El Porvenir, Chihuahua
- Presidio, Texas – Ojinaga, Chihuahua
- Heath Canyon, Texas – La Linda, Coahuila (closed)
- Del Rio, Texas – Ciudad Acuña, Coahuila
- Eagle Pass, Texas – Piedras Negras, Coahuila
- Laredo, Texas – Nuevo Laredo, Tamaulipas
- Laredo, Texas – Colombia, Nuevo León
- Falcon Heights, Texas – Presa Falcón, Tamaulipas
- Roma, Texas – Ciudad Miguel Alemán, Tamaulipas
- Rio Grande City, Texas – Ciudad Camargo, Tamaulipas
- Los Ebanos, Texas – Gustavo Diaz Ordaz, Tamaulipas
- Mission, Texas – Reynosa, Tamaulipas
- Hidalgo, Texas – Reynosa, Tamaulipas
- Pharr, Texas – Reynosa, Tamaulipas
- Donna, Texas – Rio Bravo, Tamaulipas
- Progreso, Texas – Nuevo Progreso, Tamaulipas
- Los Indios, Texas – Matamoros, Tamaulipas
- Brownsville, Texas – Matamoros, Tamaulipas